# Cykl maszynowy
Cykl maszynowy – cykl, podczas którego następuje wymiana danych między procesorem a pamięcią lub układem wejścia wyjścia (odczyt albo zapis).
W każdym cyklu maszynowym następuje wysłanie:
- adresu na magistralę adresową,
- danych na magistralę danych,
- sygnałów sterujących, informujących o rodzaju cyklu, na magistralę sterującą.

Układy pamięci lub wejścia - wyjścia powinny w tym czasie wykonać odpowiednie czynności - zapisać dane lub wysłać je na magistralę danych.
W zależności od rodzaju przesłania rozróżnia się cykl maszynowy:
- pobrania kodu operacji,
- odczytu i zapisu pamięci,
- odczytu i zapisu wejścia-wyjścia,
- przyjęcia, przerwania itd.

Jeden cykl maszynowy wykonywany jest w czasie jednego lub kilku (w zależności od procesora i rodzaju cyklu) taktów zegara.